# العصر الحجري القديم في كوريا

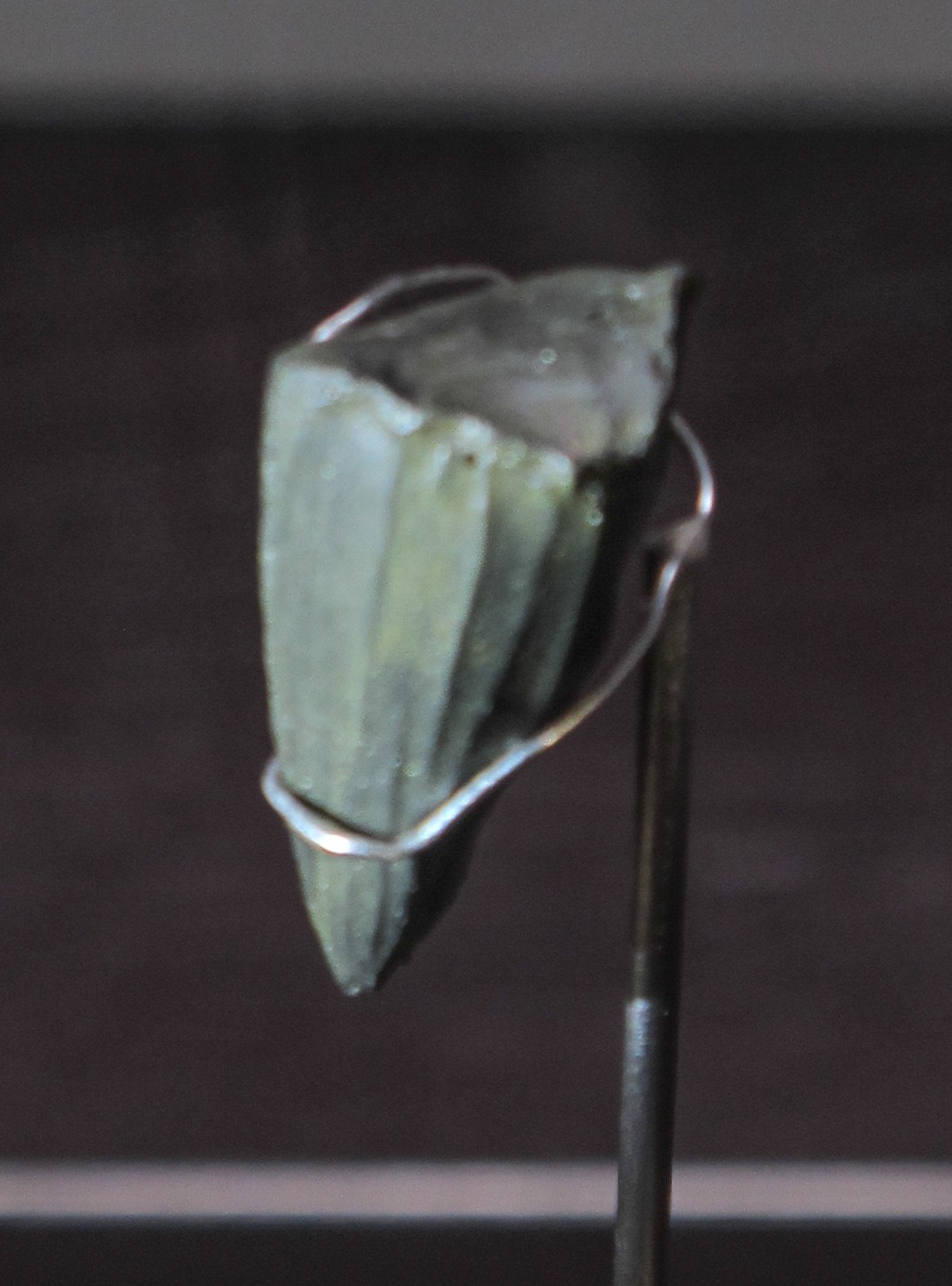
نواة أوراق العصر الحجري القديم العلوي. موقع سوكجانغني. كوريا. معرض 2016: أصول كوريا في متحف الإنسان، باريس.

العصر الحجري القديم في كوريا وجدت آثاره في جميع أنحاء شبه جزيرة كوريا ما عدا الجبال، حيث تم التنقيب في أكثر من 90 موقعاً. عُثر على آثار لمستوطنات حول الأنهار ومشارف الجداول المائية، والسبب في ذلك يعود لأن البشر كانوا يعيشون حول الأنهار بشكل رئيسي من أجل صيد الأسماك والتعاون في الصيد.
وقد بدأت البحوث الكاملة حول العصر الحجري القديم في شبه الجزيرة منذ عقد الستينات. اكتشف أعمال لشعائر دينية في حضارة العصر الحجري القديم ولكن فقط في مقاطعة هامغيونغ الشمالية في محافظة ونغكي (웅기군 | 雄基郡) وفي غلبوري (굴포리 | 屈浦里) وفي تشنغتشونغنام غونغج سوكجانغري (충청남도 공주군 석장리 | 石壯里)، كما تظهر العديد من التحف من العصر الحجري القديم حول حوض نهر غم، وشمال وجنوب حوض نهر الهان، حوض نهر تايهوا. تم العثور على ببوري في كل من هواسونغ، سوون، آنسونغ، غيونغج، سنتشون، ألج، ونغكي. لكن الأمر تغير إلى ظهور العديد من القطع الأثرية من العصر الحجري القديم في عدة أماكن من كوريا.
تم التنقيب بين طبقات أنقاض غونغج سوكجانغري ليتم إيجاد طبقات ثقافية مختلفة من العصر الحجري القديم السفلي، والأوسط، والمتأخر.
معظم الأدوات والتحف الفنية مصنوعة من المرو وحجر السماق وغيرها من المواد.

## عصر حجري قديم سفلي
من المعتقد أن هذا العصر يعود على الأقل إلى 30 مليون سنة مضت، وأن أنقاض سوكجانغري موجودة تحت 11 متراً من الطبقة السطحية. كما يبدو أن هناك أواني فخارية وأسهم وأدوات حجرية للصيد والطبخ، مما يشير إلى وجودها في العصر الحجري القديم السفلي مما يدل على وجود حياة في ذلك المكان. ويبدو أن متوسط درجة الحرارة كان منخفضاً بمقدار تسع درجات مئوية.
كما وجدت 13 منطقة أشولينية وكلاكتونية  والتي تبدو أنها تعود إلى العصر الحجري القديم السفلي

### الآثار الكبرى
- مقاطعة تشنغتشونغ الشمالية - محافظة تشونغوون - أطلال مانسري - تم التنقيب عنها قبل حوالي 50 سنة مضت.[1]
- مقاطعة تشنغتشونغ الشمالية - محافظة دانيانغ - دودامري أطلال غمغل - تعود إلى 700 ألف قبل الميلاد وتعتبر أعلى منطقة أطلال في شبه الجزيرة في العصر الحجري القديم.
- أطلال جونغوكري في يونتشون - منطقة أشيلينية.
- أطلال سانغوون غومنمورو في بيونغيانغ.
- مقاطعة تشنغتشونغ الجنوبية - أطلال غونغج سوكجانغري.

## عصر حجري قديم أوسط
في هذا العصر ازداد استعمال السكين الحادة والمسننة كما أن الفروقات في أنشطة الرجال أخذت في البروز. كما أن قطع الأشجار والأعشاب كان معروفاً في نهاية العصر الحجري القديم الأوسط. ومن المستنتج أنه تم إنشاء طريقة للنسج من الأشجار الحية, وظهرت المنازل التي تحتوي على فتحات للهواء بدلاً من زوايا المنازل.
كما تظهر أيضاً في منطقة أعلى بمتر من الطبقة تحت 5,6 م وجود تقنيات حديثة مثل الفأس ذو الحدين. كما تم استخراج أحجار مرتبة في أزواج بصلابات مختلفة مما يدل على أنها أنقاض لمنطقة سابقة، إلا أن هذا أخذ وقتاً طويلاً. الأدوات في العصر الحجري القديم الأوسط كانت مصنوعة من المرو وصخور النيس والفخار كما أنها أخذت في التزايد.
كما أن الفرق بين طبقات الحضارة الحجرية كان مفصولاً بشكل طبيعي. كما وجدت أحجار كلسية تحت طبقة التربة والتي تشبه مماثلاتها في شمال الصين وأوروبا الشرقية.
من خلال دراسة خصائص الطبقات الحجرية، يبدو أن هذه الفترة لم تستمر إلا لفترة قصيرة من الزمن، وأن عدد أفراد الأسرة كان فقط 10 أشخاص. تشير الطبقات إلى وجود بعض الحضارات البدائية جداً في العصر الحجري القديم الأوسط.

## عصر حجري قديم متأخر
في هذا العصر تم الكتابة على الصخور بوساطة، كان يعتقد أن هذه الطبقة تنتمي لحضارة العصر الحجري القديم المتأخر، إلا أنه ظهر أنها تعود إلى ما بين 30,000 ألف و 20,000 ألف سنة مضت وفقاً لمؤرخ الكربون المشع (C14).
كما وصلت الأنشطة الفنية إلى أجزاء شبيهة بمناطق أخرى من العالم. كما ظهرت في العصر الحجري القديم المتأخر الأسوار من الحجارة بارتفاع 50 سم وأعمدة بينها فتحات بمسافة 150 سم، كما ظهر استعمال فراء الحيوانات على أرض الواقع.
وجدت آثار لأقدام الحيوانات في هذه المنازل. كما أخذت الفنون والديانات بتحريك مشاعر الناس للقيام بأعمال خاصة بالظهور. كتعلم تواريخ الميلاد وطرق إنشاء خزف حجري جميل. حضارة العصر الحجري القديم في شرق آسيا متشابهة، بالإضافة إلى علاقة الحضارة الصينية بها أيضا،(حضارة غلبوري تضم طبقات ثقافية من العصر الحجري القديم السفلي والمتأخر).

### الآثار الكبرى
- مقاطعة جولا الشمالية يونغدام أطلال جنآن جنغونيول - تم التنقيب في منطقة واسعة.
- مقاطعة جولا الجنوبية - محافظة جانغهنغ - أطلال شنبغري - سالرمتو الكبيرة, تم التنقيب عن منطقة آثار حجارة مستديرة تعود إلى 23,000 سنة مضت.
- أطلال غونغج - سوكجانغري.
- ساحل نهر إمجن ونهر هانتان ... تم الكشف عن فؤوس بقبضة.
- مقاطعة تشنغتشونغ الشمالية - محافظة جنتشون - أطلال سونغدري ... كميات كبيرة من الخزف الحجري تم اكتشافها, بالإضافة إلى آثار لبقايا الحجري القديم.
- مقاطعة تشنغتشونغ الشمالية - محافظة تشونغوون - كهف دربونغ ... يبدو أنها تعود إلى 40,000 سنة مضت.
- مقاطعة تشنغتشونغ الشمالية - محافظة تشونغوون - سوروري ... تم الكشف عن بذور للأرز تعود إلى 15,000.

## وصلات خارجية
- الصفحة الرئيسية لمجتمع كوريا الأثري.
- الصفحة الرئيسية لمجتمع كوريا الحجري القديم.
- تشوي مجانغ, 「حضارة العصر الحجري القديم」1 2 《غهويلبو》.